# 阿龜

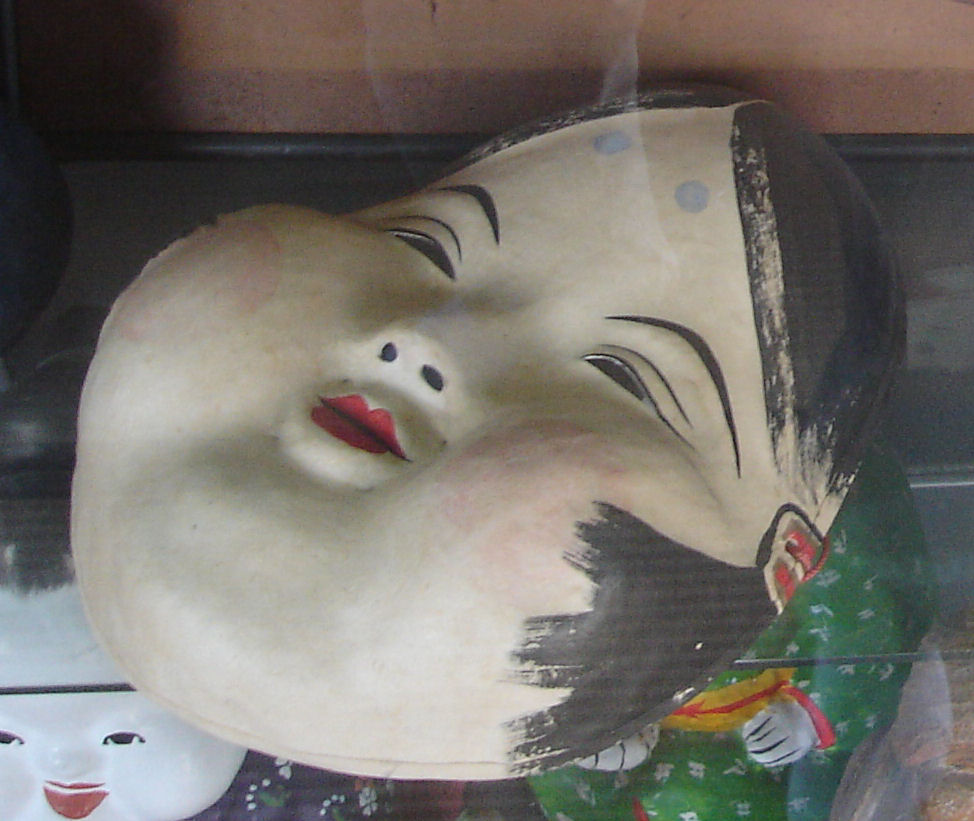
阿龜面具

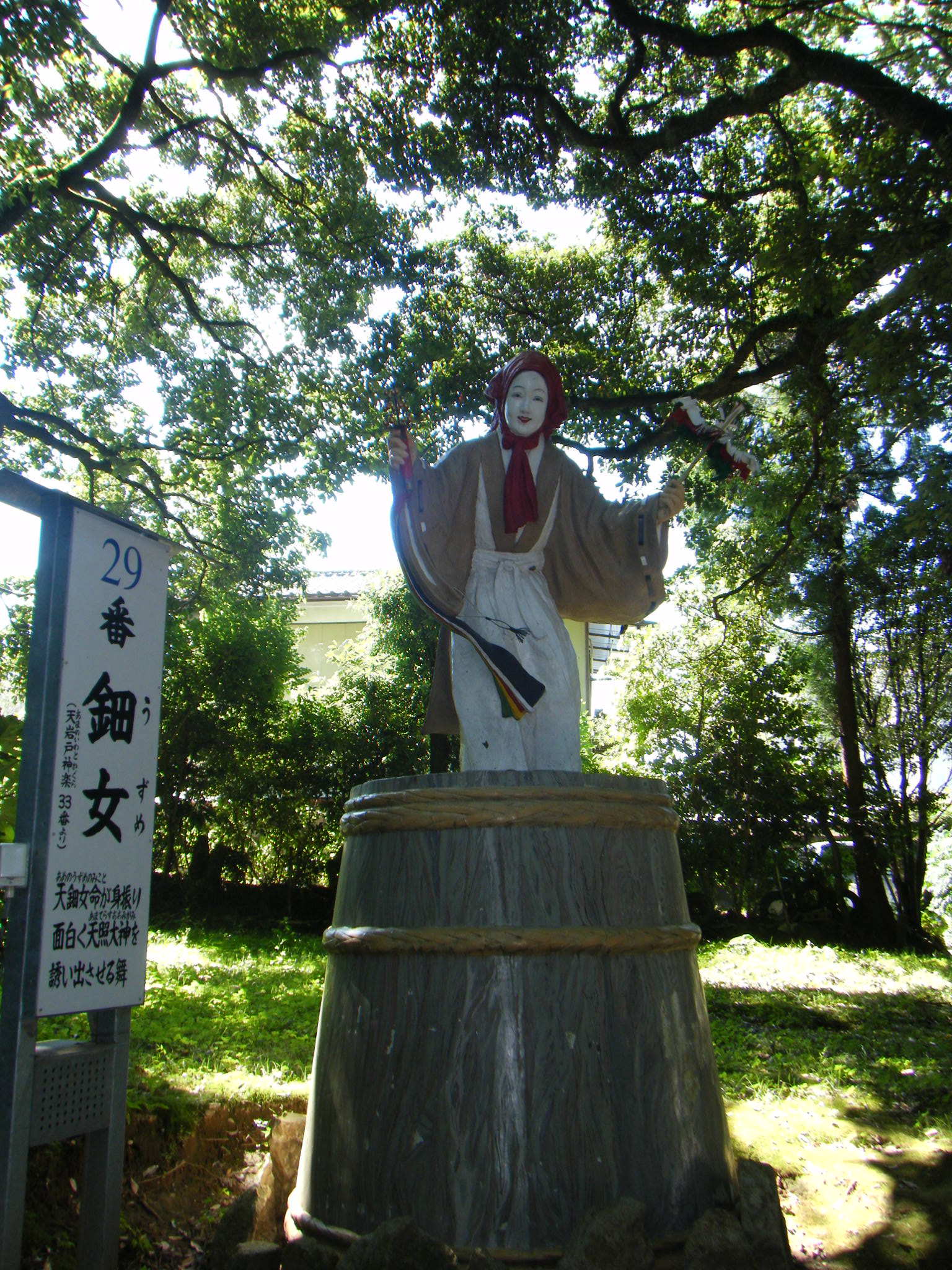
面目起源的天鈿女命雕像（宮崎縣高千穗町天岩戸神社)

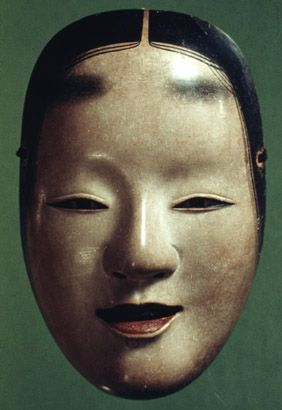
能劇的女面具

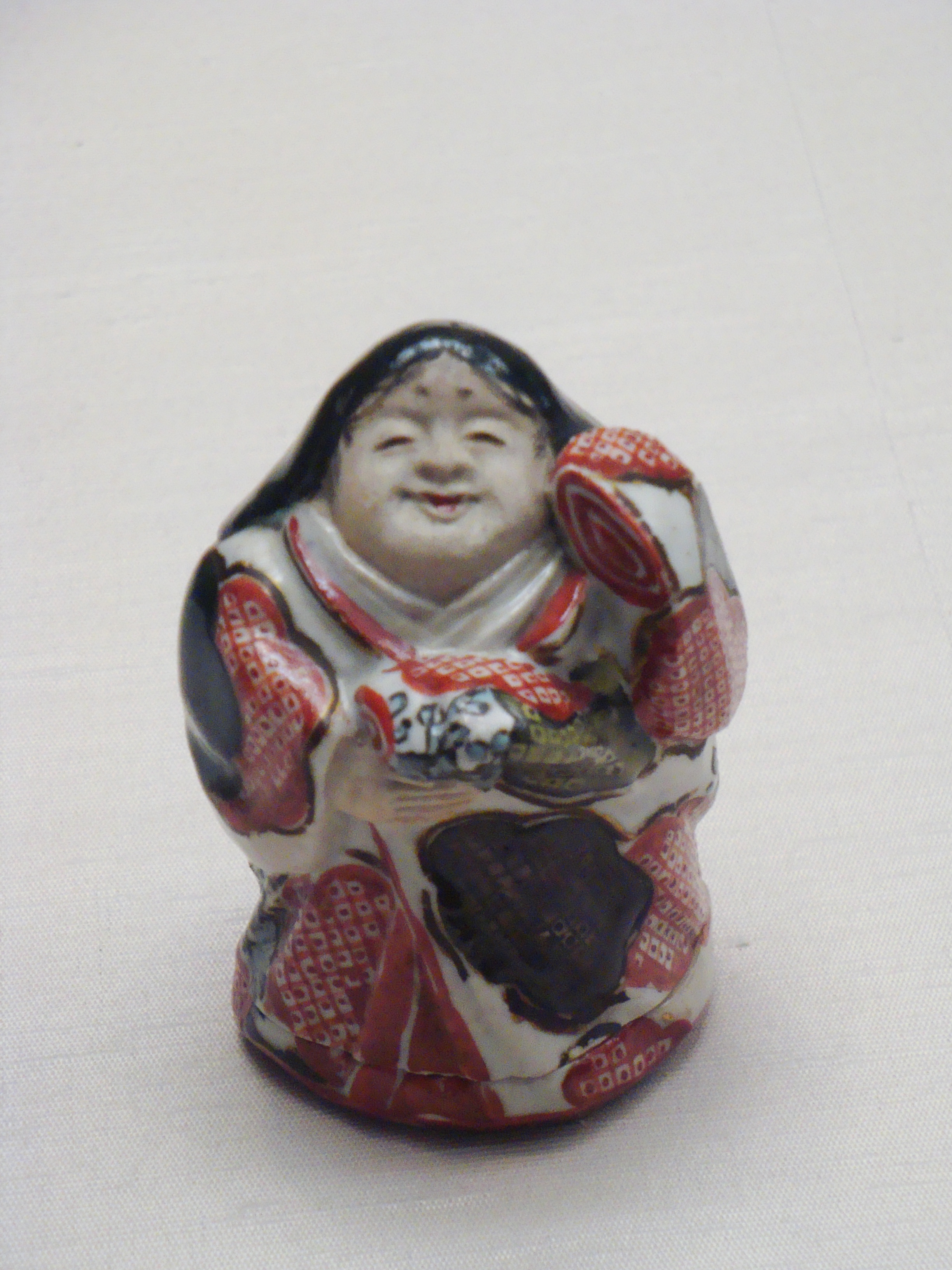
「阿福」的土人偶（仁阿弥道八、19世紀）。

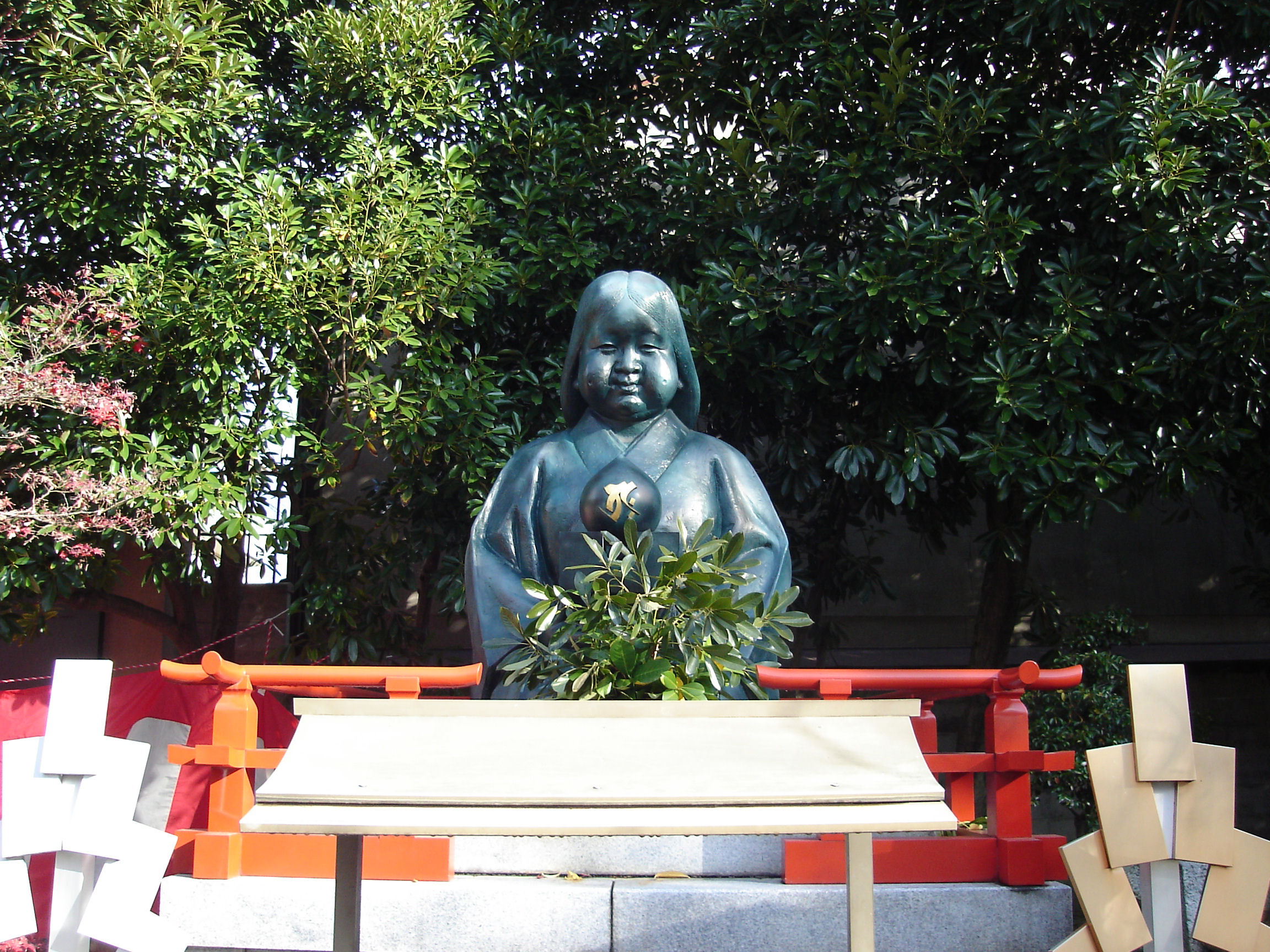
阿龜像 於大報恩寺 。

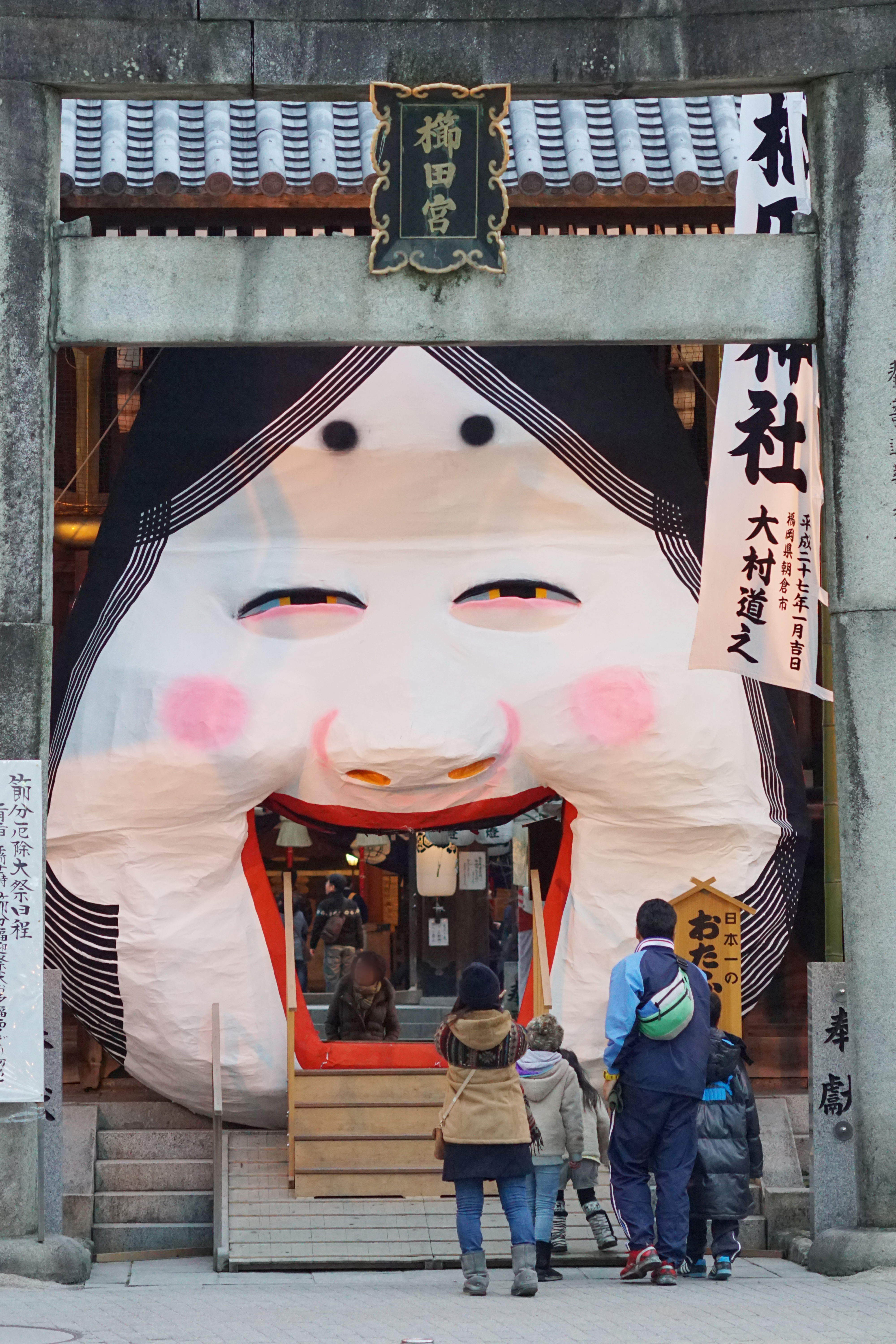
大阿多福 於櫛田神社。

阿龜是日本一種傳統的面具，具有圓臉，低鼻子，圓頭，下垂的頭髮，雙頰圓而飽滿（臉頰高）的女人的臉。
又寫作阿多福（おたふく），在文樂木偶中稱為阿福（おふく），在狂言面具中稱為乙御前（おとごぜ）或乙（おと）。
與阿龜相對的有男性面具火男。

## 起源
這張幽默面孔的起源是日本神話中的女神，日本最初的舞者天鈿女命。 天鈿女命也是七世紀時律令制下的神祇官負責神樂的猿女君的原型。